# Pa de flama

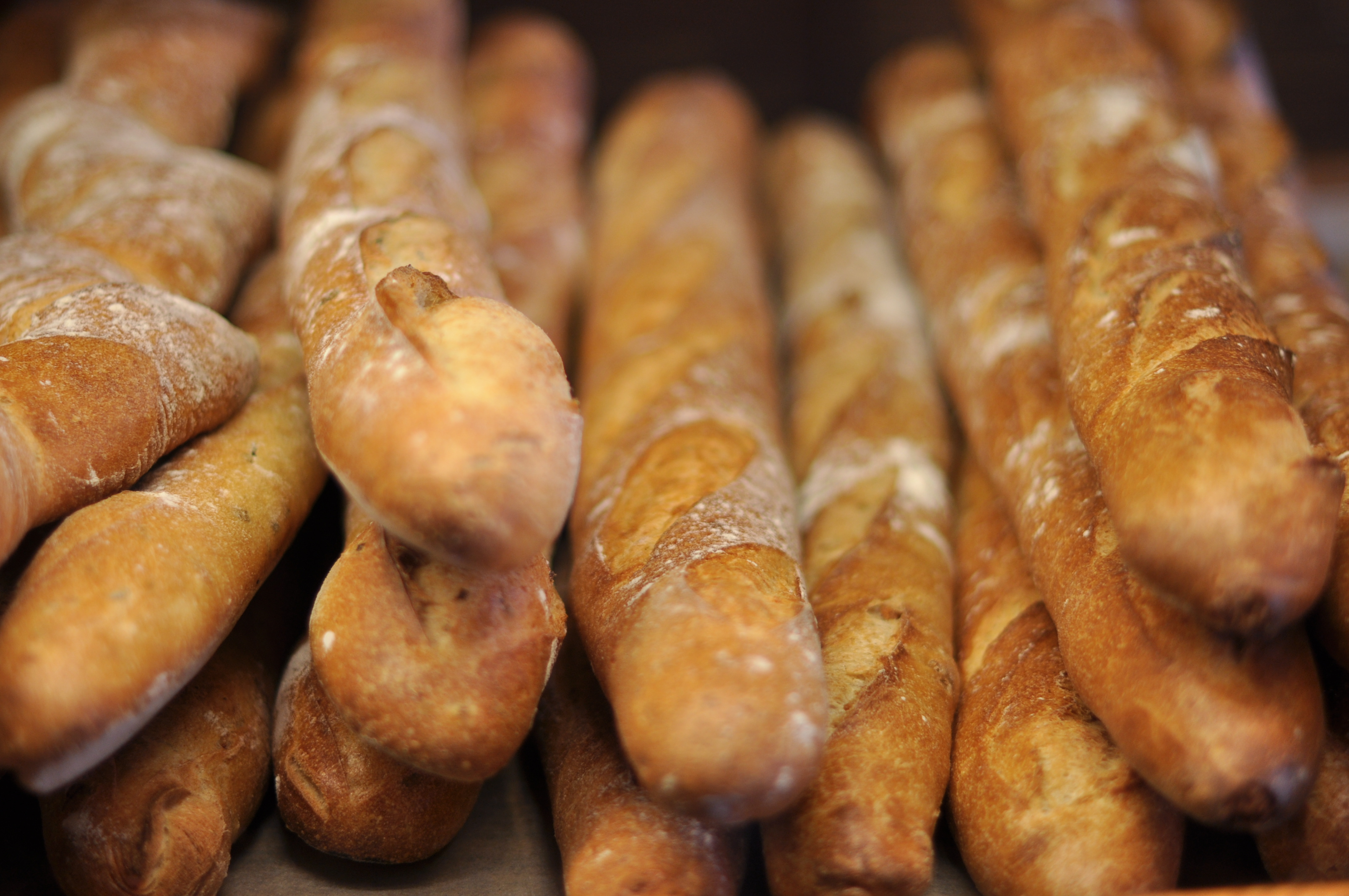
La baguette és un pa de flama.

El pa de flama o pa de molla tova és una mena de pa fet per una massa amb una proporció més gran d'aigua. Això els torna més perible però també més lleuger. És una massa bàsica de fleca, tipus «estàndard». En aquesta categoria hi ha la xapata, la baguet o el pa de pagès. A Espanya, és considerat com «el pa comú». També és anomenat pa de molla tova, en contraposició al pa de molla dura (anomenat popularment bregat o candial). A diferència d'aquests pans candials, els pans de flama tenen més alveolatura i més irregular, en forma i mida. La crosta és fina però igualment cruixent. La barra de pa de flama és el producte forner més venut a Espanya. Així mateix, a Catalunya sempre ha prevalgut el pa de flama, segons la investigadora en pa Ànnia Monreal, i els pans candials amb prou feines tenen presència.
Els pans de flama s'elaboren a partir de farines fluixes de blat, dites de poca força. Aquesta distinció entre molles toves i dures és notablement perceptible durant el pastat. El mateix nom ho diu: les masses toves tindran una consistència més líquida, mentre que les dures requereixen més esforç de mà. Per a la producció industrial, en general, la massa de flama no necessita del refinat amb cilindres que se sol aplicar a les masses dures.
Espanya compta amb una gran diversitat de pans regionals. Històricament els pans de flama són els més habituals (encara que no exclusius) de l'orient espanyol: les Illes Balears, Catalunya, València, Aragó, Navarra, La Rioja i Múrcia. En canvi els candials són els pans protagonistes a les fleques d'Andalusia, Castella-la Manxa, Extremadura i Castella i Lleó. Tradicionalment, l'Espanya Verda comprèn unes varietats particulars de pa, fruit de l'adaptació del blat, el sègol i el blat de moro al clima atlàntic, entre els quals cal destacar l'IGP Pa gallec. A totes les zones conviuen pans candials amb pans de flama.
«Pa de flama» és una de les tres classes de pa definides al Reglament de qualitat del pa a Espanya, juntament amb el «pa bregat» i el «pa especial» (que inclou el pa integral, enriquit, de motlle, pans cruixents com les rosquilletes i altres productes de fleca). El pa de flama de qualitat és de massa lentat, però en la producció industrial s'hi afegeixen complements panaris en grans quantitats, així com altes dosis de llevats per escurçar el temps de fermentació. Això recau negativament en el sabor.

## Llista de pans de flama
A cada regió, el mètode d'elaboració del pa de flama pot ser força diferent. Alguns pans de flama d'Espanya, i d'on són típics:
- El pa de pagès i altres fogasses catalanes, com el pa de colzes o el pa de crostons
- El llonguet de Catalunya i illes Balears
- La taja de Navarra
- El xusco
- El pa d'horta valencià i la seva versió més refinada, la pataqueta
- Els diferents molletes d'Andalusia
- El pa gallec, el pa de Cea, el pa d'Ousà
- El pa rodó i el pa de cinta de Saragossa
- La baguette, la pistola (a Madrid) i la majoria de barres
- El pan de riche a Valladolid
- El pa de vidre seria un extrem, per la seva alta hidratació
- etc.